# Марченко Федір Романович
Федір Романович Марченко (? — розстріляний в жовтні 1938, місто Дніпропетровськ, тепер Дніпро) — радянський діяч, відповідальний секретар Тульчинського окружного комітету КП(б)У. Член Центральної контрольної комісії КП(б)У в 1930—1934 роках.

## Життєпис
Член РСДРП(б) з вересня 1917 року.
На 1925—1926 роки — завідувач організаційного відділу Чернігівського окружного комітету КП(б)У.
До 1926 року — завідувач організаційного відділу Глухівського окружного комітету КП(б)У.
У грудні 1926 — 6 серпня 1929 року — відповідальний секретар Тульчинського окружного комітету КП(б)У.
До вересня 1930 року — заступник завідувача організаційно-інструкторського відділу ЦК КП(б)У.
З вересня 1930 року — завідувач організаційного відділу Центральної контрольної комісії КП(б)У — Народного комісаріату робітничо-селянської інспекції УСРР.
До 1938 року — на відповідальній роботі на Сталінській залізниці в місті Дніпропетровську.
1938 року заарештований органами НКВС. Засуджений до розстрілу, страчений в жовтні 1938 року. Посмертно реабілітований.